# Bach-Gesellschaft Leipzig
Die Bach-Gesellschaft zu Leipzig wurde 1850 zur Wiederkehr des 100. Todestages des Komponisten und Thomaskantors Johann Sebastian Bach in Leipzig initiiert. Dies geschah unter anderem durch die Komponisten Robert Schumann, Franz Liszt, Ignaz Moscheles und Louis Spohr, den Mozart-Biographen Otto Jahn, den Musikwissenschaftler Carl von Winterfeld, den Musiktheoretiker Siegfried Wilhelm Dehn, den Lehrer am  Königlichen Konservatorium der Musik zu Leipzig Carl Ferdinand Becker, den Thomaskantor Moritz Hauptmann und den Verlag Breitkopf & Härtel. Ihre Gründung diente einzig dem Ziel der Veröffentlichung des reichen kompositorischen Schaffen Bachs in einer Gesamtausgabe, die beim Gründungsmitglied Breitkopf & Härtel erschien.

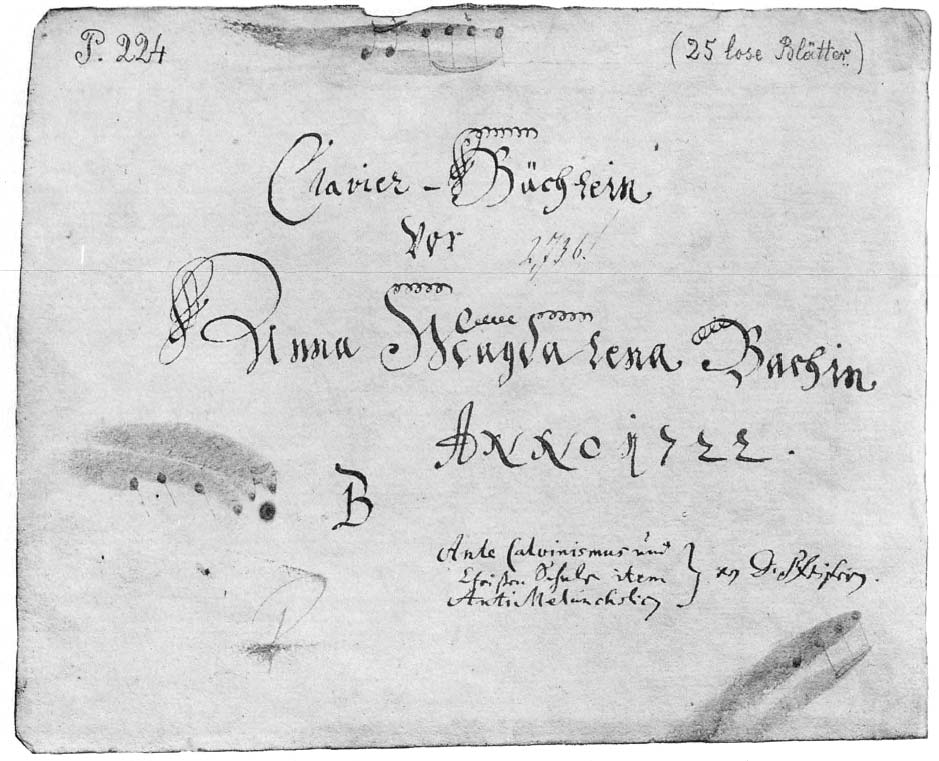
Notenbuch für Anna Magdalena Bach, Bach Gesamtausgabe (BG), vol. 44 [B.W. XLIV]: J. S. Bachs Handschrift, veröffentlicht von der Bach-Gesellschaft in Leipzig, 1895

Die Bach-Gesellschaft ist nicht zu verwechseln mit dem Bach-Verein, den Elisabeth und Heinrich von Herzogenberg 1874 gemeinsam mit Hedwig und Franz von Holstein, Philipp Spitta, Livia Frege, Amalie Joachim und Alfred Volkland in Leipzig gründete und ab 1875 auch selbst leitete.
Die weite Verbreitung und Rezeption von Bachs Werken nahm ihren Anfang in der Bach-Renaissance des 19. Jahrhunderts, begründet durch die Wiederaufführung der Matthäus-Passion Johann Sebastian Bachs 1829 durch Felix Mendelssohn Bartholdy, Carl Friedrich Zelters Sing-Akademie zu Berlin sowie Johann Nepomuk Schelbles Cäcilienchor in Frankfurt am Main, wodurch das Werk des nur noch in Fachkreisen bekannten, fast vergessenen Komponisten der damaligen Öffentlichkeit bekannt gemacht wurde.
Verdienste beim Entstehen der Bach-Gesamtausgabe erwarb sich – neben den Gründern – der Bachkenner und spätere Thomaskantor Wilhelm Rust, der der Bach-Gesellschaft im Gründungsjahr 1850 beitrat. Seit 1853 Mitarbeiter an der Herausgabe der Bach-Gesamtausgabe, übernahm er ab 1858 deren Leitung und schrieb Vorworte zu einzelnen Bänden der Ausgabe.
1851 lag der erste Band der Bach-Gesamtausgabe vor. Er enthielt die Kantaten 1–10, herausgegeben von Moritz Hauptmann. Der Verlauf der Ausgabe spiegelte den Stand der damaligen musikalischen Editionstechnik, vermochte ihn jedoch auch entscheidend weiterzuentwickeln, etwa mit dem Band XIV (1866), der das von Franz Kroll herausgegebene Wohltemperirte Clavier enthielt. Heutigen Ansprüchen an Editionstechnik genügt die Ausgabe nicht. Sie enthält eine Reihe von Fehlern, wählt Werkfassungen manchmal willkürlich aus, insbesondere sind auch die Kritischen Berichte zu kurz. Dennoch waren die Bände der Bach-Gesellschaft eine bahnbrechende Leistung und trugen wesentlich zum Studium und zur Wertschätzung von Bachs Musik bei. Sie blieben die Standard-Edition der Werke Bachs, die im Lauf des 20. Jahrhunderts nur allmählich durch andere Ausgaben ersetzt wurde, u. a. durch die Neue Bach-Ausgabe im Deutschen Verlag für Musik und Bärenreiter-Verlag. Quellen zum Entstehungsprozess der Bach-Gesamtausgabe finden sich verdichtet in den Briefkopierbüchern des Verlags Breitkopf & Härtel sowie den überlieferten Stichvorlagen und Korrekturabzügen, die sich im Sächsischen Staatsarchiv, Staatsarchiv Leipzig befinden.
Als das Ziel mit der Veröffentlichung der (alten) Bach-Ausgabe in 50 Bänden – 46 (47) Jahrgänge und Supplement-Band – im Jahr 1899 erreicht war, löste sich die (alte) Bach-Gesellschaft entsprechend ihrer Satzung im Jahre 1900 auf. Zugleich konstituierte sich die Neue Bachgesellschaft e. V. mit der Gründung am 27. Januar 1900 in Leipzig. Sie steht nicht in der Rechtsnachfolge, wohl aber in der Tradition der alten Bach-Gesellschaft.